# 레이브릭스
《레이브릭스》는 서광민, 유혜진으로 구성된 대한민국의 혼성 듀오이다. 현재 레이블 없이 활동 . 레이블도 없고 베이스도 없는 2인조 구성 때문에 경연 프로 심사위원들이 베이스를 뽑아오라고 말하기도 했지만, 결국 음악적인 성과로 2017 케이루키즈 최우수상을 수상한다. 국내 뿐만 아니라 해외 진출을 모색했다. 2016년 영국 투어 후 러시아, 우크라이나, 벨라루스 3개국 40여개 도시 투어 등의 경력이 있다. 해외에서 더 알아주는 밴드로 언론에 소개되기도 한다.
유희열의 스케치북 2019년 신년특집 '너의 이름은.2'(2019년 1월 4일 방송)에 출연하였는데 이것이 첫 공중파 출연이었다. 여기서 1등을 하고 그 부상으로 2019년 11월 15일에 한번 더 출연했다.

## 디스코그래피
- 2020년 - 《Paradise》 (싱글)
- 2020년 - 《Road》 (싱글)
- 2019년 - 《Moon Part.2》 (싱글)
- 2018년 - 《Whale Cry》 (싱글)
- 2018년 - 《People People : We're All Diamonds.》 (정규)
- 2015년 - 《Take a Rest》 (EP)